# Great Walks

Carte des Great Walks de Nouvelle-Zélande.

Les Great Walks (officiellement : New Zealand Great Walks) sont un réseau d'itinéraires de randonnée renommés, conçus et entretenus par le ministère de la Conservation néo-zélandais. Il est composé des meilleurs circuits nationaux, qui traversent les régions disposant des plus beaux paysages du pays, que cela soit au niveau des plages et des côtes, des forêts tropicales denses ou encore des zones montagneuses. Les pistes sont maintenues dans un excellant état, ce qui permet ainsi aux randonneurs d'accéder facilement aux endroits les plus pittoresques de l'arrière-pays néo-zélandais.
La longueur des itinéraires varie entre 32 et 82 kilomètres, le temps de marche nécessaire pour les réaliser se situe entre 3 et 6 jours. Seuls le Tongariro Northern Circuit et le Kepler Track sont des circuits en forme de boucle. Toutes les autres pistes des Great Walks nécessitent l'utilisation d'un moyen de  transport pour  pouvoir revenir au point de départ après la réalisation du circuit.

## Histoire
Le réseau des Great Walks a été créé par le Département de la conservation en 1992. Celui-ci a été conçu à la fois pour pouvoir faire la promotion de la randonnée en Nouvelle-Zélande, mais également afin d'assurer la gestion et la conservation des pistes les plus populaires qui étaient de plus en plus endommagées sous l'effet d'un tourisme dérégulé.
Depuis novembre 2015, sept des itinéraires de l'ensemble des Great Walks sont disponibles sur Google Street View.

## Installations
Les refuges installés le long des circuits sont idéalement situés, confortables, bien équipés et spacieux. Au même titre que les pistes elles-mêmes, ce sont les meilleurs au niveau national. Si ces itinéraires sont très populaires auprès des visiteurs étrangers, c'est en partie en raison de la promotion qui a été effectué par le Département de la conservation ainsi que par différents opérateurs touristiques. Afin de gérer l'afflux des visiteurs, l'accès à ces circuits est soumis à des systèmes de réservations. En outre, des opérateurs privés proposent des visites guidées sur la plupart des itinéraires.
Si l'accès à pied aux Great Walks est gratuit, l'hébergement dans les refuges ou dans les campings est payant. Par souci de conservation des pistes de Great Walk, il est interdit de camper à moins de 500 mètres d'une d'entre elles, (et à moins d'un kilomètre pour le Milford Track) sauf dans les campings désignés. Par ailleurs, il n'est pas possible d'accéder au Milford Track sans avoir réservé l'hébergement au préalable. À l'inverse, certaines parties du Abel Tasman Coastal track sont particulièrement appréciées pour les promenades d'une journée sans hébergement que l'on peut y effectuer, grâce aux bateaux-taxis qui desservent même les sections centrales de l'itinéraire.

## Liste des itinéraires

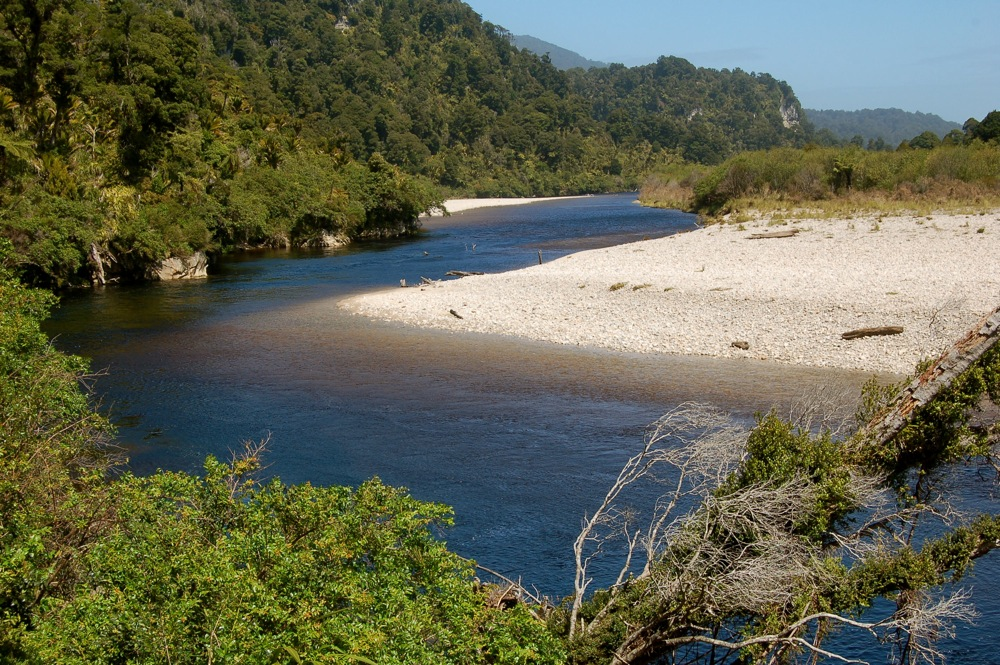
Végétation subtropicale le long de la rivière Heaphy.

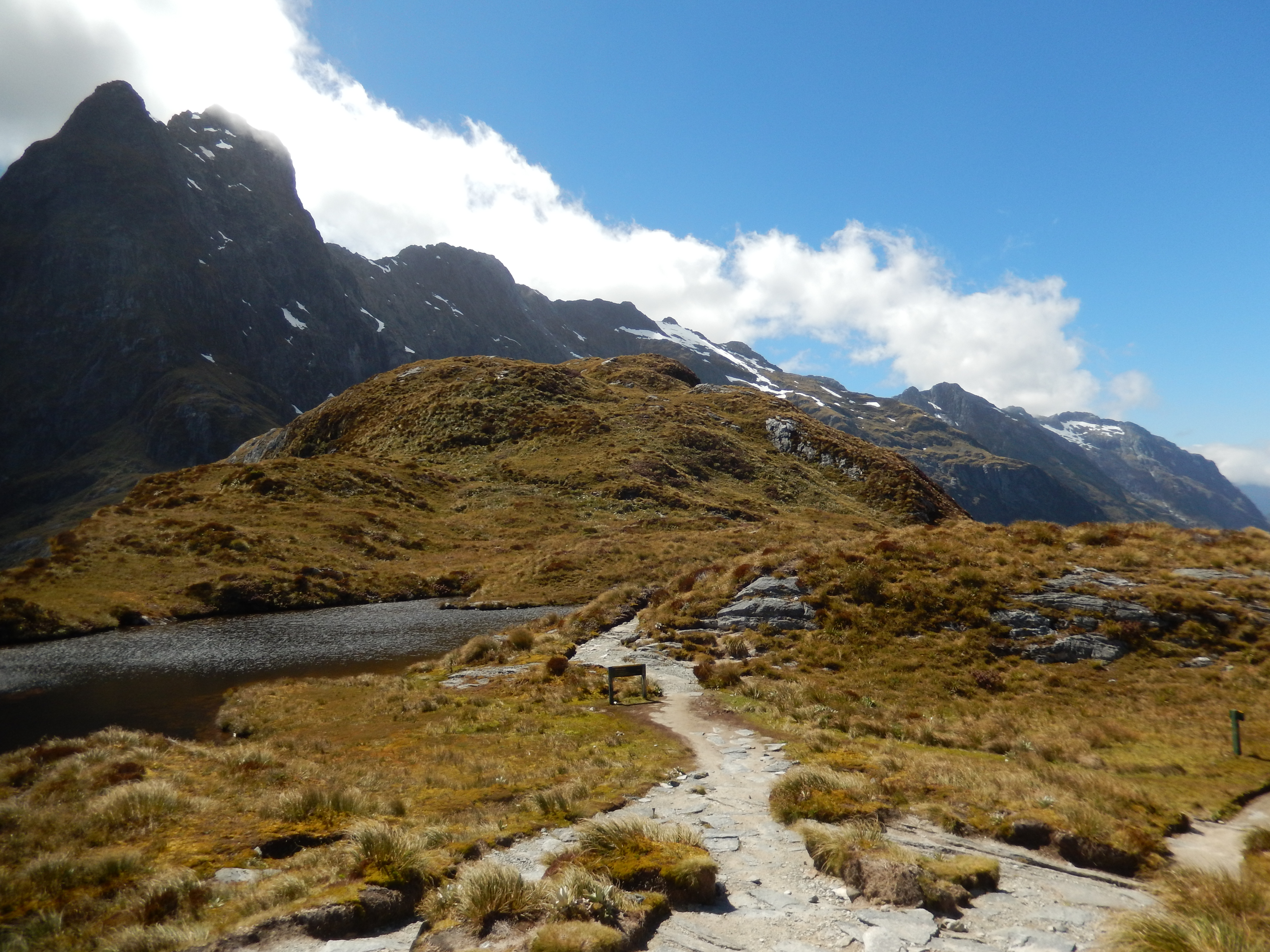
Col de montagne - Milford Track.

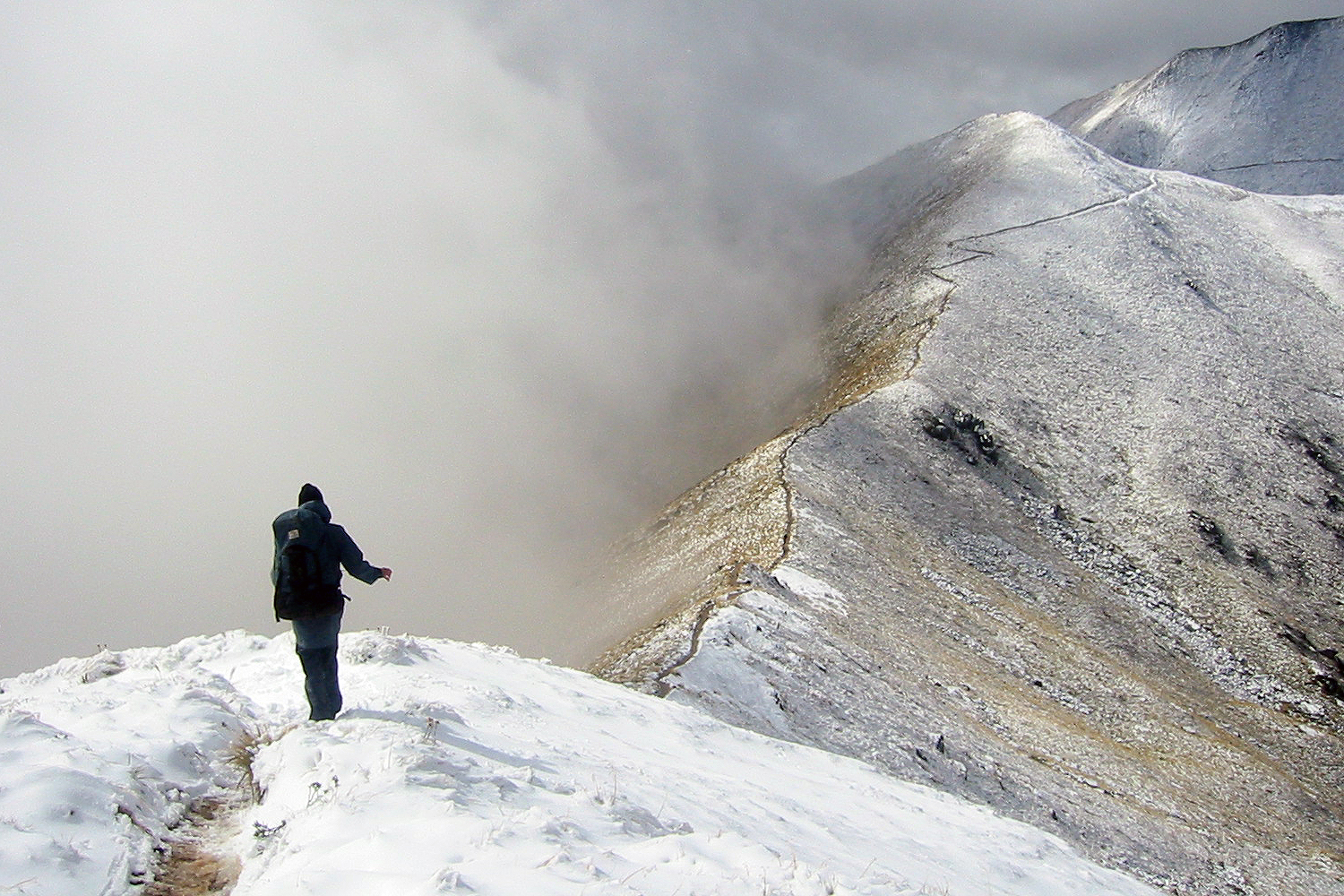
Une zone alpine enneigée - Kepler Track.

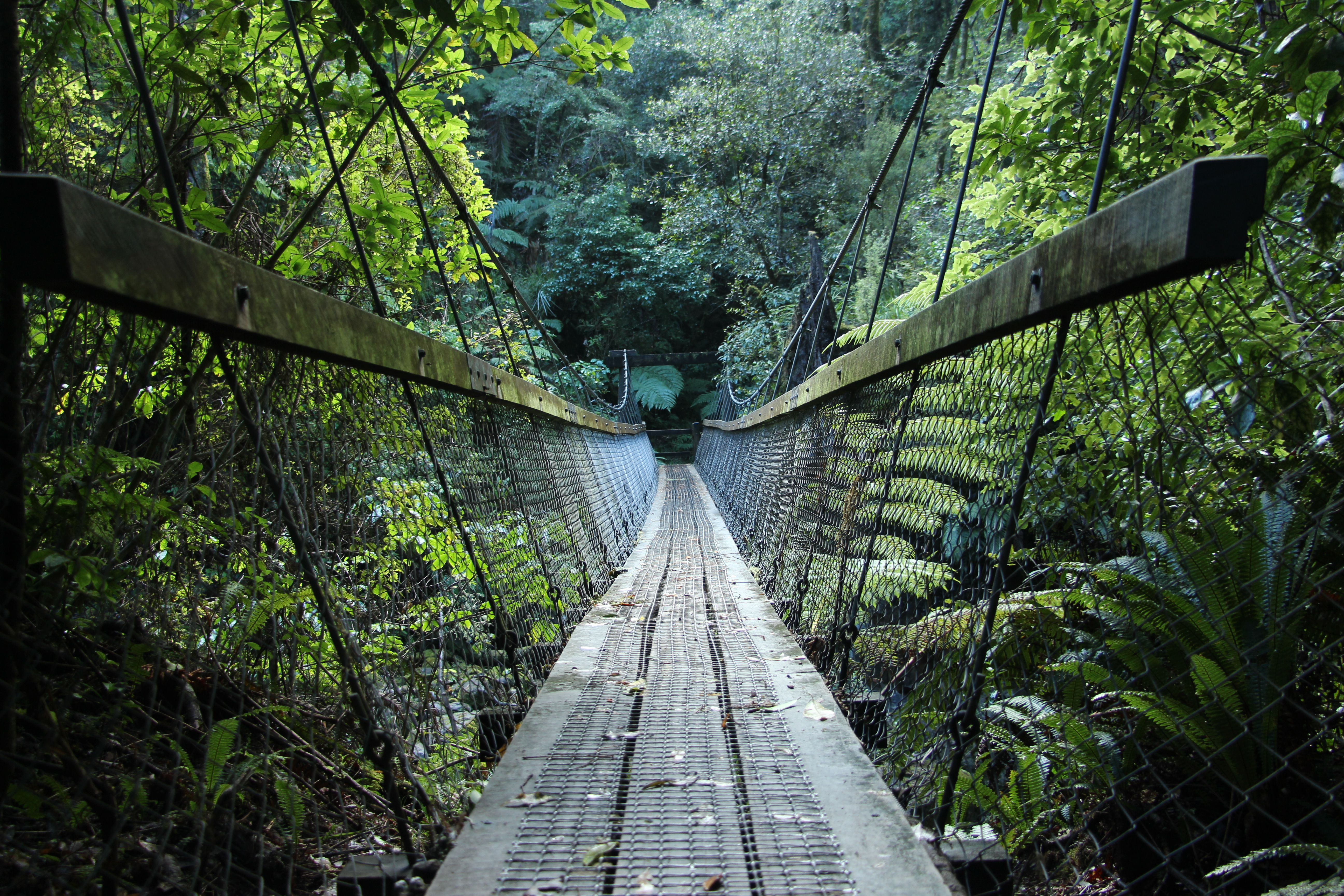
Pont de singe - Waikaremoana Great Walk.

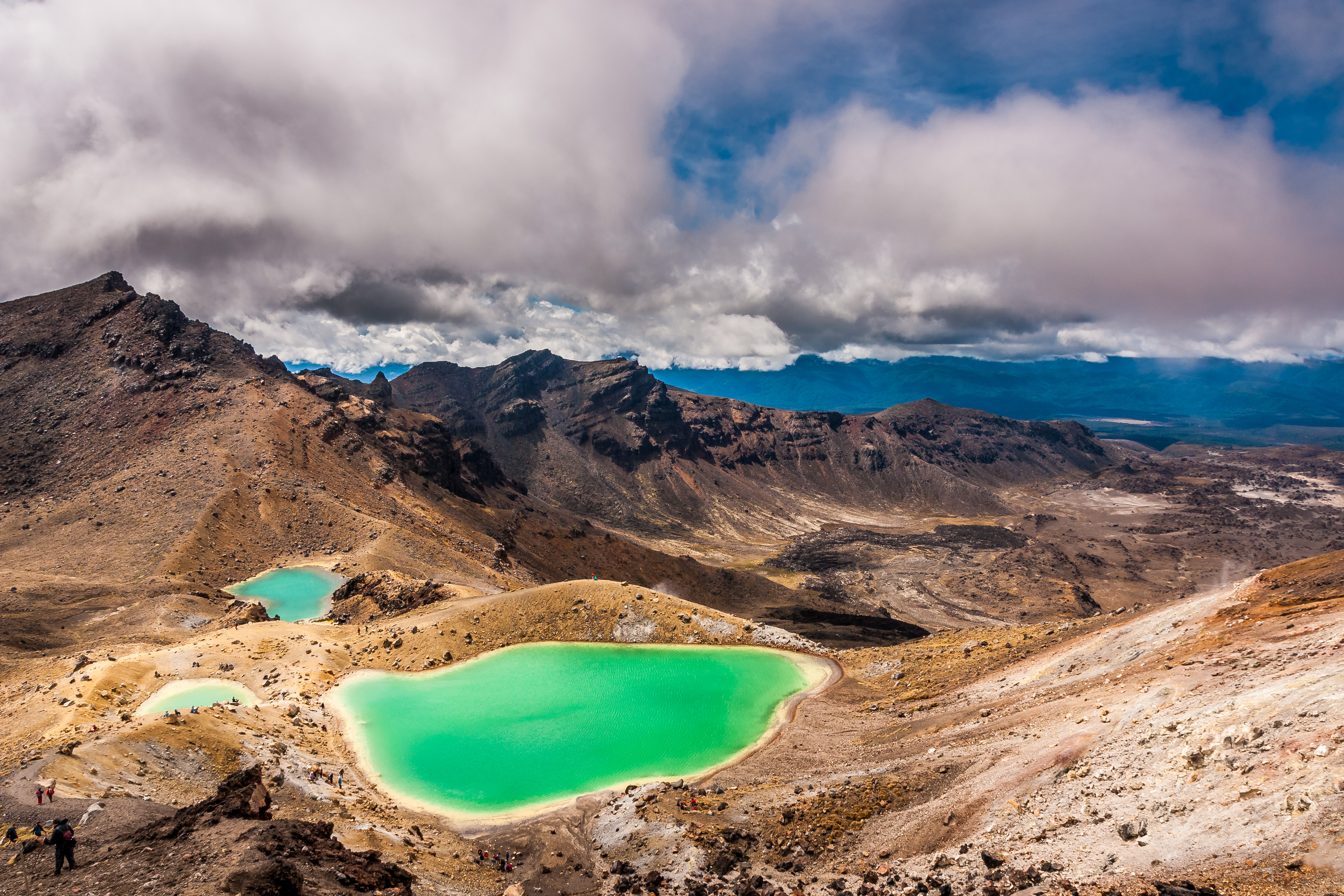
Lacs d'émeraude dans le paysage volcanique de Tongariro.

### île du Nord
- Lake Waikaremoana Great Walk
- Tongariro Northern Circuit - la seconde journée de l'itinéraire permet la traversée alpine du Tongarigo, sur un terrain volcanique.
- Whanganui Journey - ce n'est en fait pas une randonnée en tant que telle mais un voyage en canoë / kayak sur le plus long fleuve navigable de Nouvelle-Zélande. Il est cependant géré au sein du réseau des Great Walks[5].

### île du sud
- Abel Tasman Coast Track - la piste la plus populaire[6] ;
- Heaphy Track – le plus long des sentiers de randonnée (82 kilomètres), offrant le plus grand contraste en termes de paysage. Il traverse à la fois des plages bordées de palmiers et des prairies subalpines ;
- Routeburn Track – le plus court des sentiers pédestres du réseau (32 kilomètres) ;
- Milford Track – le plus célèbre des circuits des Great Walks[7] ;
- Paparoa Track et Pike29 Memorial Track - piste de 55 km[8] ;
- Piste Kepler.

### Île Stewart / Rakiura
- Rakiura Track

## Future extension
En 2018, le Département de la conservation s'est concerté sur l'ajout d'un onzième circuit au sein des Great Walk, les finalistes étant :
- Te Paki Coastal Track à Northland ;
- Queen Charlotte Track dans les Marlborough Sounds ;
- Hump Ridge Track sur la côte du Southland.

En juillet 2019, la Hump Ridge Track longue de 61 km devrait devenir le 11e itinéraire du réseau. Le projet initial est d'investir 5 millions de dollars néo-zélandais pour la mise à niveau du circuit en vue de l'ouverture officielle en tant que Great Walk pour 2022. Le projet prend finalement du retard et le budget estimatif passe à 7 millions de dollars avec un objectif d'ouverture la saison suivante.